# فولكس فاجن آي دي 3
فولكس فاجن آي دي 3 هي سيارة عائلية صغيرة كهربائية تعمل بالبطارية (تصنيف - C) تنتجها فولكس فاجن منذ عام 2019. إنها أول سيارة إنتاجية تستخدم منصة أدوات القيادة الكهربائية المعيارية (MEB)، وأول طراز في سلسلة آي دي. كُشف عنها في 9 سبتمبر 2019 في معرض فرانكفورت للسيارات، بعد أن عُرضت لأول مرة كسيارة آي دي في معرض باريس للسيارات في عام 2016. بدأت تسليمات العملاء بالتجزئة في ألمانيا في سبتمبر 2020.

## ملخص

### مفهوم آي دي
عُرضت آي دي 3 لأول مرة كسيارة مبتكرة باسم فولكس فاجن آي دي في معرض باريس للسيارات عام 2016. كانت أول نموذج مبتكر للعلامة الفرعية الجديدة آي دي بالكامل الكهربائية. وفقًا لشركة فولكس واجن، تميزت آي دي بابتكارات مثل المرايا الجانبية الافتراضية (باستخدام كاميرات الفيديو)، وتصميم بطارية "شريط الشوكولاتة"، وأجهزة استشعار ليدار القابلة للسحب المستخدمة في القيادة الذاتية، ولم تصل جميعها إلى الإصدار الإنتاجي.

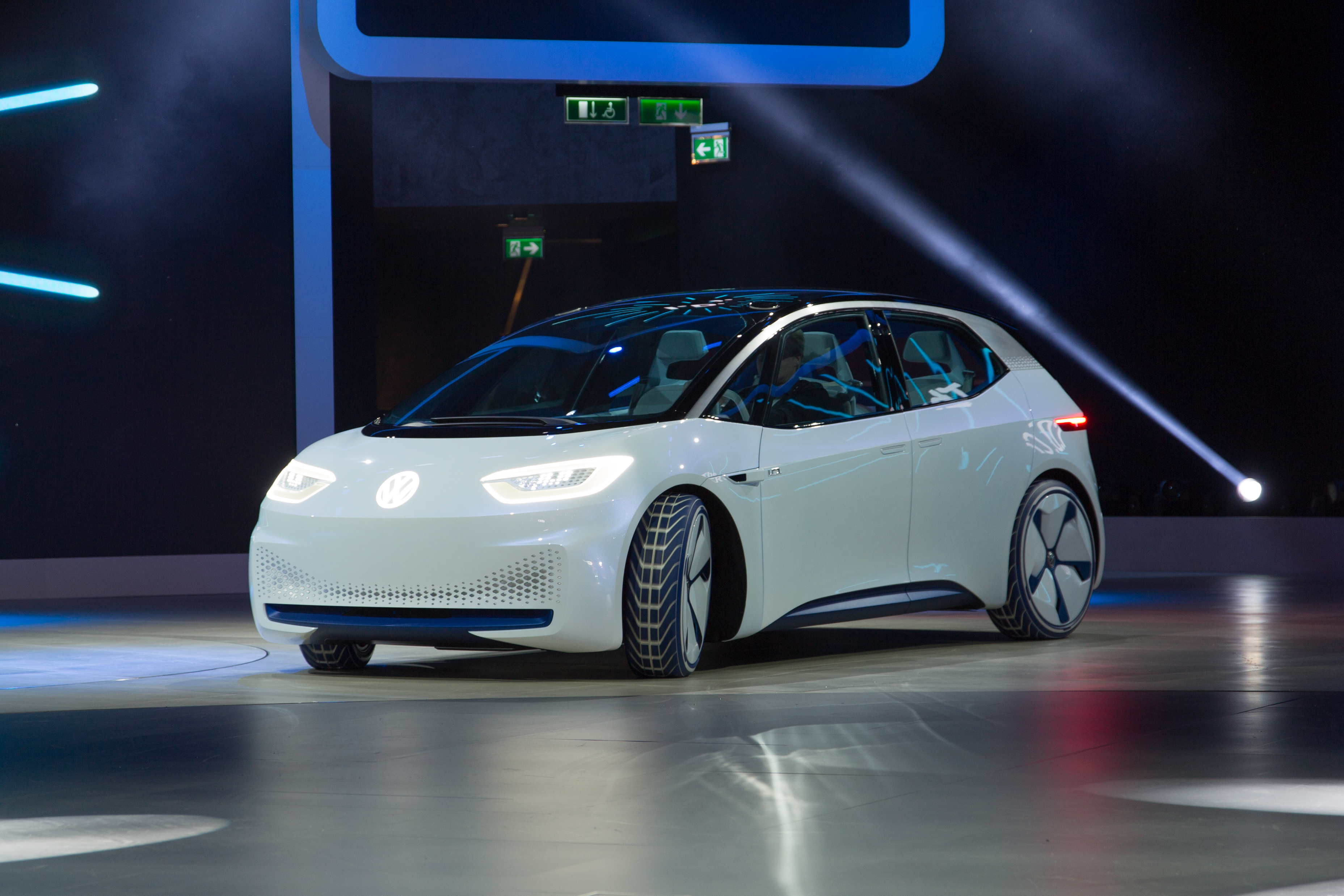
سيارة فولكس واجن آي دي المبتكرة في معرض ألمانيا الدولي للسيارات 2017
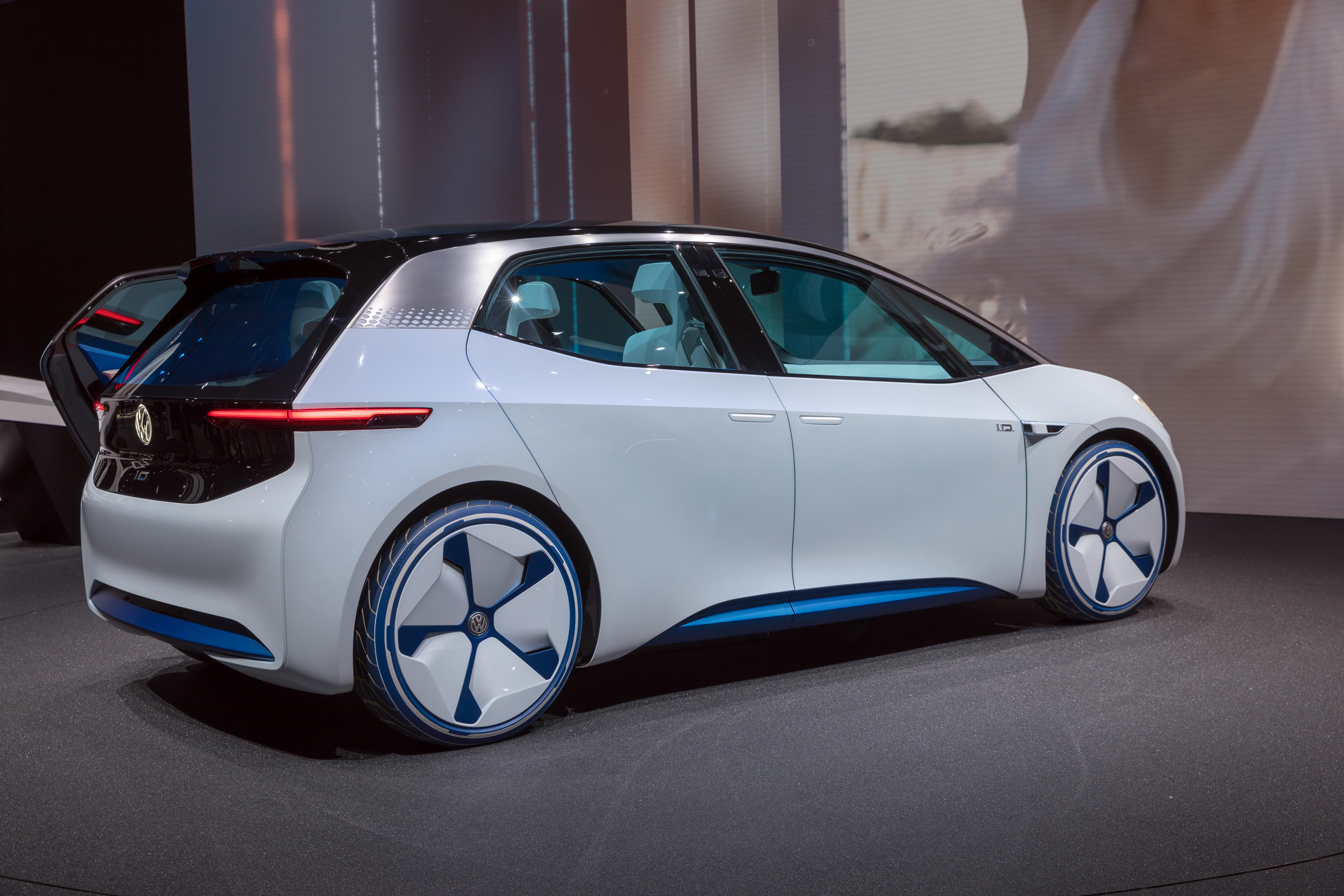
سيارة فولكس فاجن آي دي المبتكرة في معرض جنيف للسيارات 2018

### نموذج الإنتاج
في مايو 2019، أكدت فولكس فاجن أن نموذج الإنتاج المستند إلى هذا النموذج الأولي سُمي فولكس فاجن آي دي 3، بدلاً من الاسم المسموع آي دي نيو،وقُدم رسميًا في معرض فرانكفورت الدولي للسيارات في سبتمبر 2019.تعتبر آي دي 3 واحدة من خمسة طرز جديدة من فولكس فاجن تستند إلى منصة أدوات القيادة الكهربائية المعيارية. من المتوقع أن تكون السيارات الأصغر حجماً تحمل أسماء آي دي 1 و آي دي 2، وستتراوح الطرز الأكبر حجماً من آي دي 4 إلى آي دي 9 كما تقدمت فولكس فاجن بطلب لحماية العلامة التجارية لـ "X" إضافي، من المفترض أن يكون مخصص لسيارة رياضية متعددة الأغراض. بدأت الحجوزات (1000 يورو) لطراز الإطلاق من آي دي 3 في 8 مايو 2019، وكان من المقرر تسليمها في منتصف عام 2020، في حين أن الطراز الأساسي، المتوقع أن يكلف أقل من 30000 يورو، وسُلم في عام 2021. أرجعت فولكس فاجن السبب إلى ارتفاع الطلب المتوقع. تلقت 10000 حجزًا من المشترين خلال 24 ساعة بعد فتح الطلبات المسبقة و30000 قبل الكشف عنها في معرض جنيف للسيارات 2019. بدأت عمليات التسليم بالتجزئة في ألمانيا في سبتمبر 2020.
كشف عن النسخة الإنتاجية من آي دي 3 في 9 سبتمبر 2019 في معرض فرانكفورت للسيارات، إلى جانب شعار فولكس فاجن الجديد والعلامة التجارية. تُجمع السيارات في مصنع تسفيكاو التابع لشركة فولكس فاجن، حيث تتوقع الشركة أن يصل طاقة المصنع الكاملة (330،000 سيارة سنويًا) لإنتاج السيارات الكهربائية المستندة إلى منصة أدوات القيادة الكهربائية المعيارية لمجموعة فولكس فاجن من عام 2021 فصاعدًا. في عام 2021، بدأ خط إنتاج آي دي 3 إضافي في مصنع فولكس فاجن في درسدن.

في عام 2021، صرحت فولكس فاجن بأنها تفكر في إصدار سيارة مكشوفة، حيث أصدرت صورتين تصميميتين.

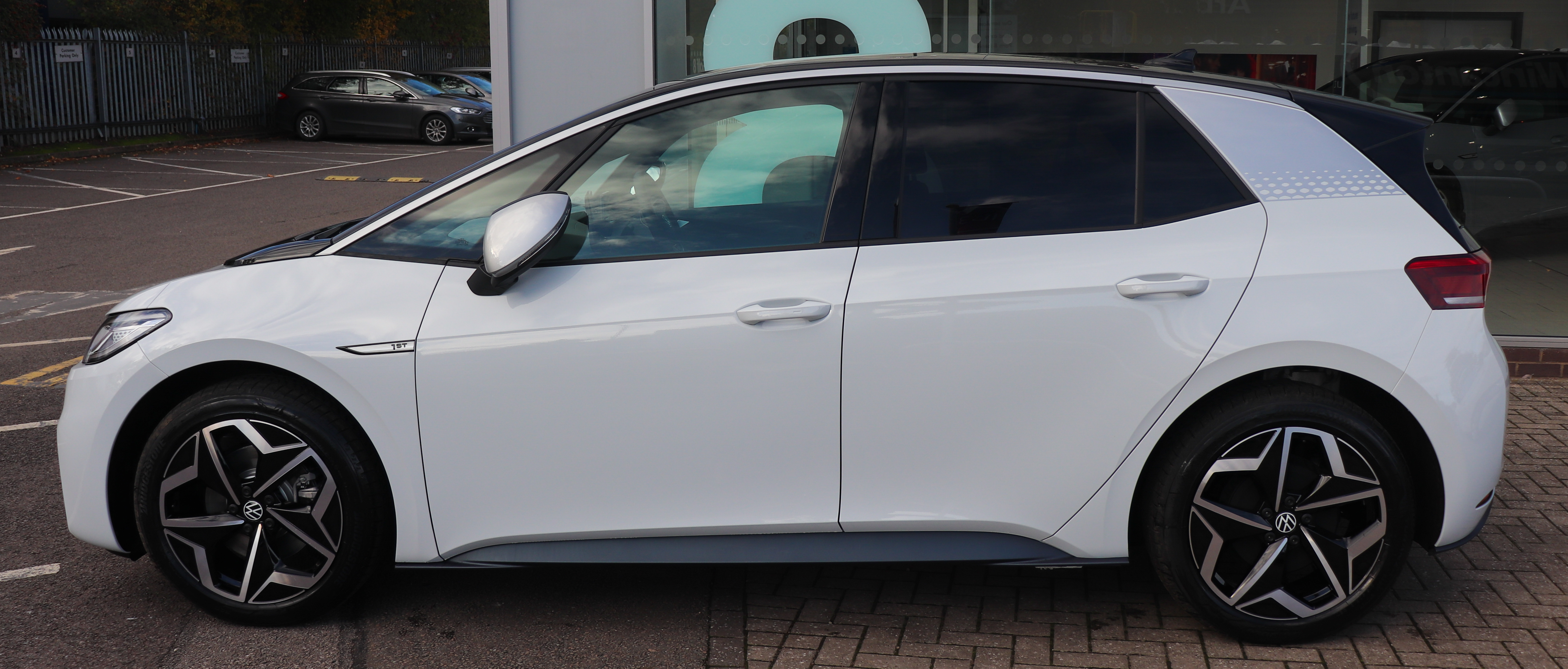
منظر جانبي
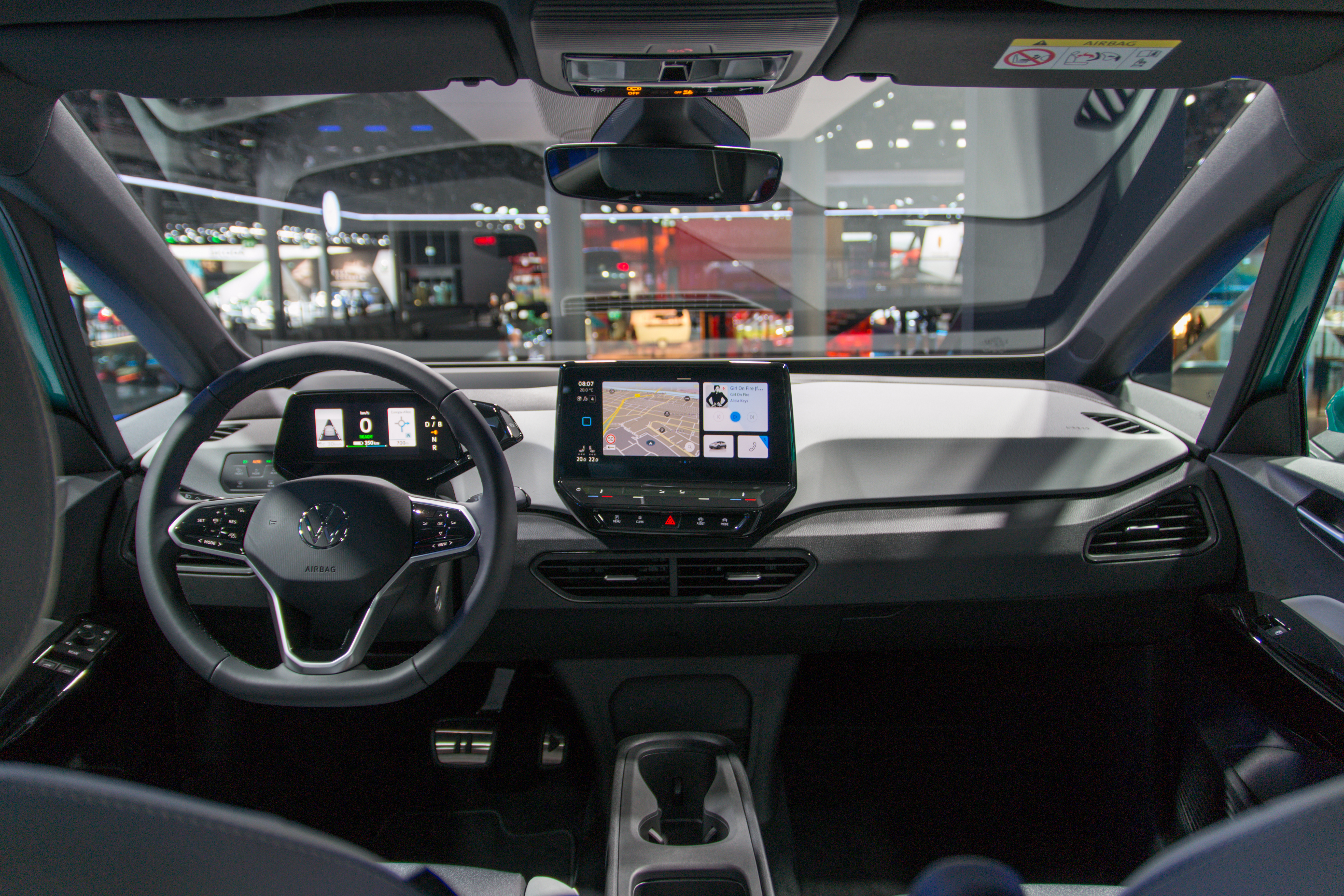
من الداخل
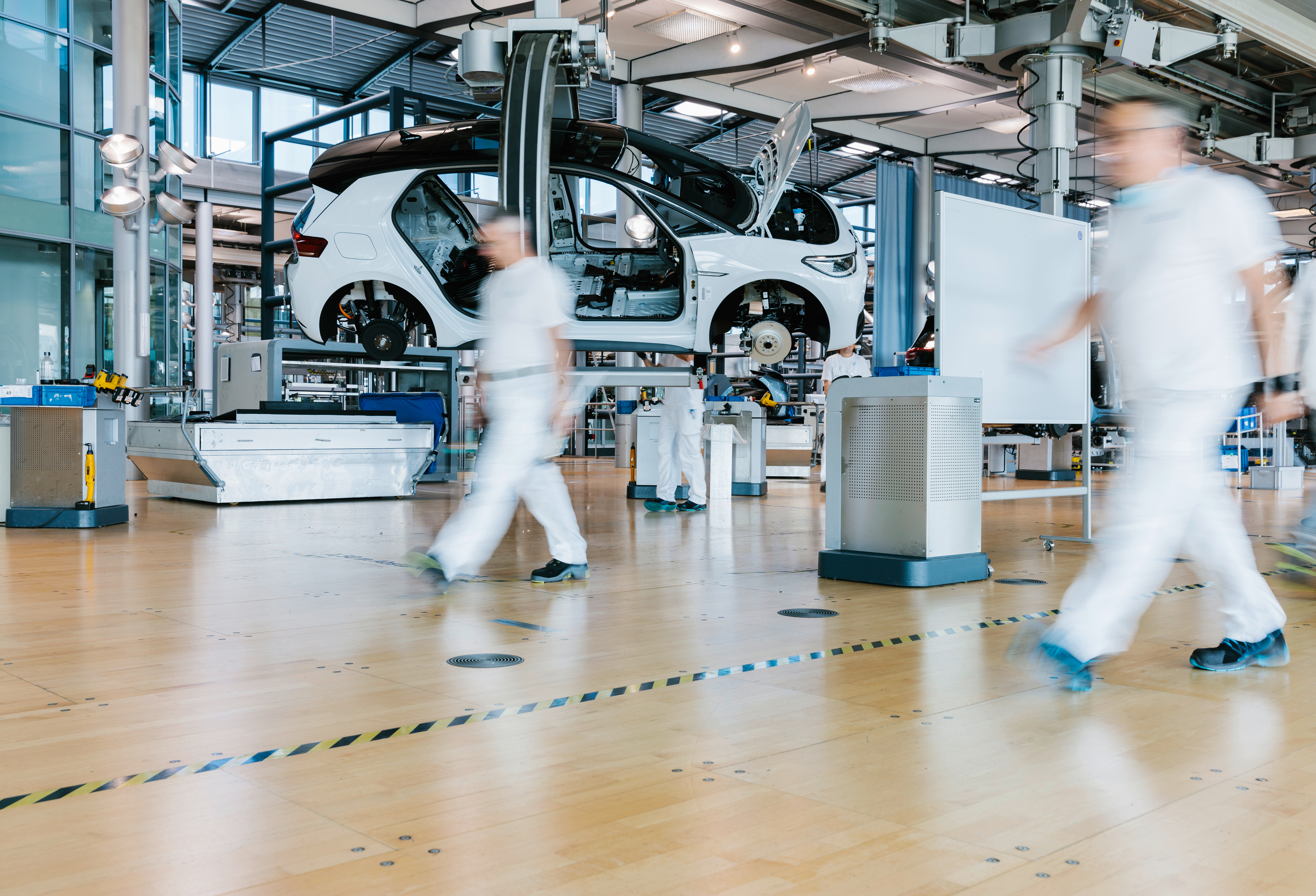
خط إنتاج مصنع السيارات، دريسدن

#### النسخة المحدثة
في مارس 2023، أطلقت فولكس فاجن النسخة المحدثة من آي دي 3. تتميز النسخة المحدثة بمصد أمامي مُصمم بشكل طفيف ومنافذ هواء مُحسّنة، بالإضافة إلى جودة مواد داخلية محسّنة.  اُطلق آي دي 3 في أسترالاسيا إلى جانب آي دي 4 وآي دي 5  وآي دي باز في منتصف عام 2024.

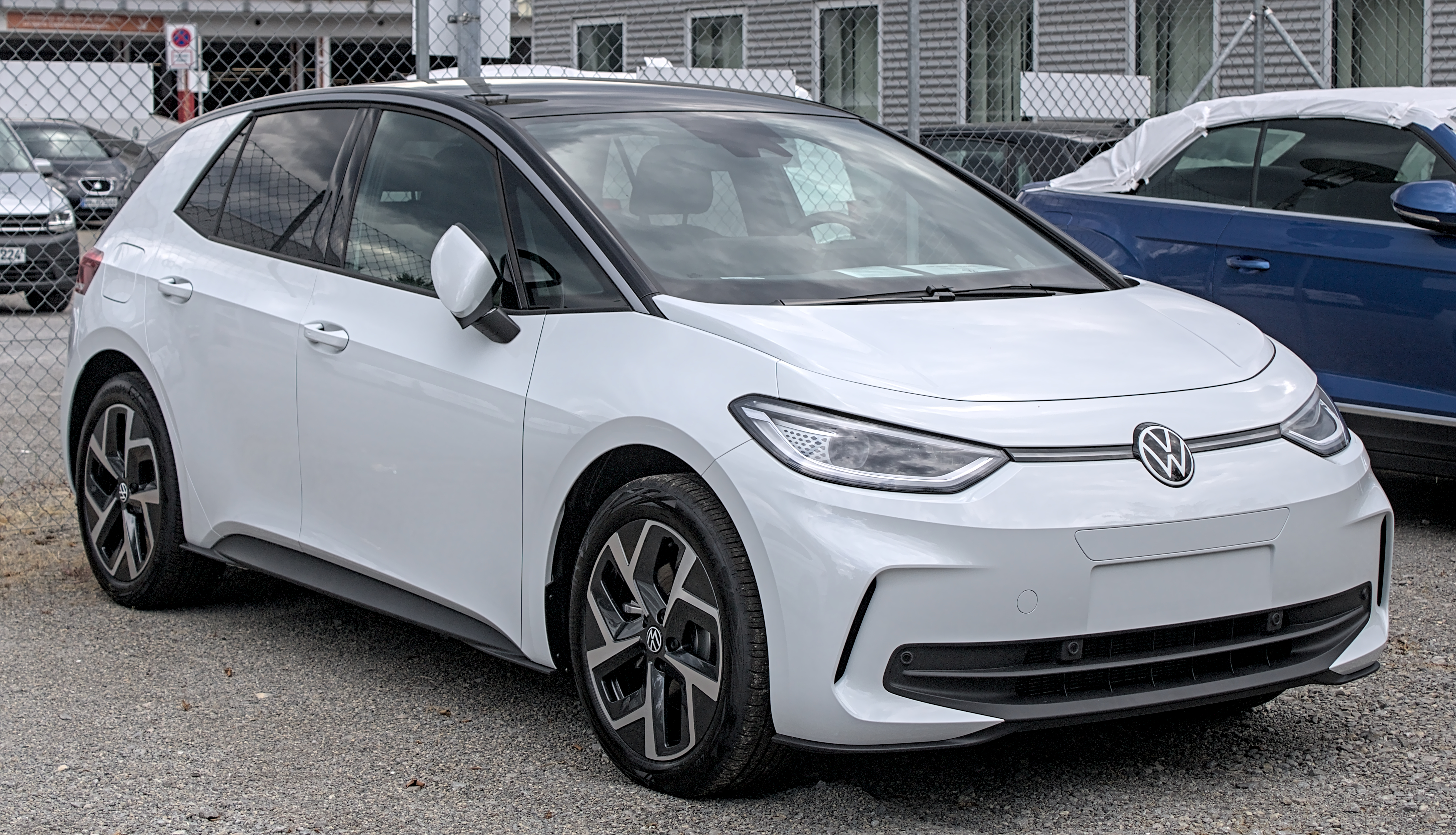
اصدار 2023
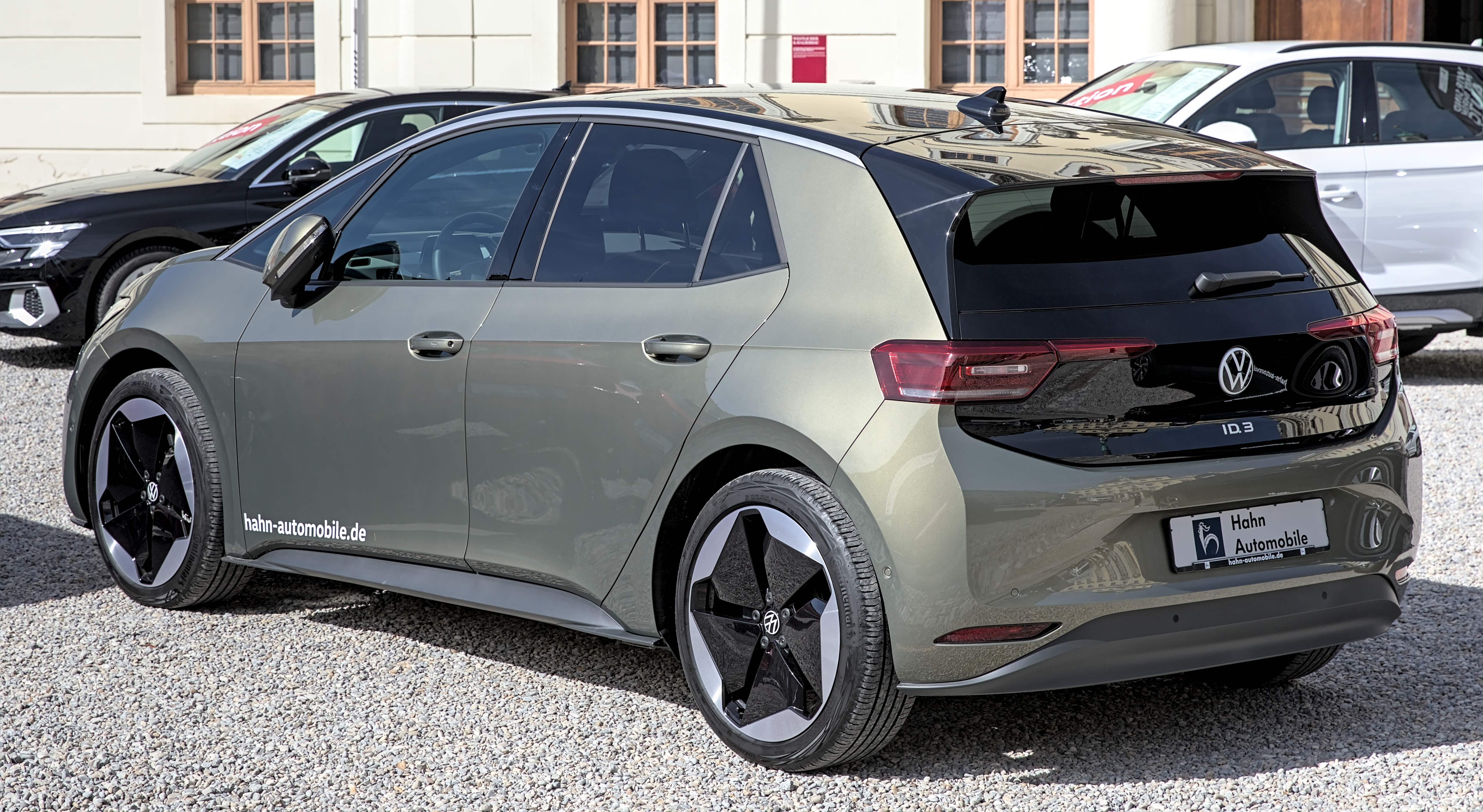
مظهر خلفي
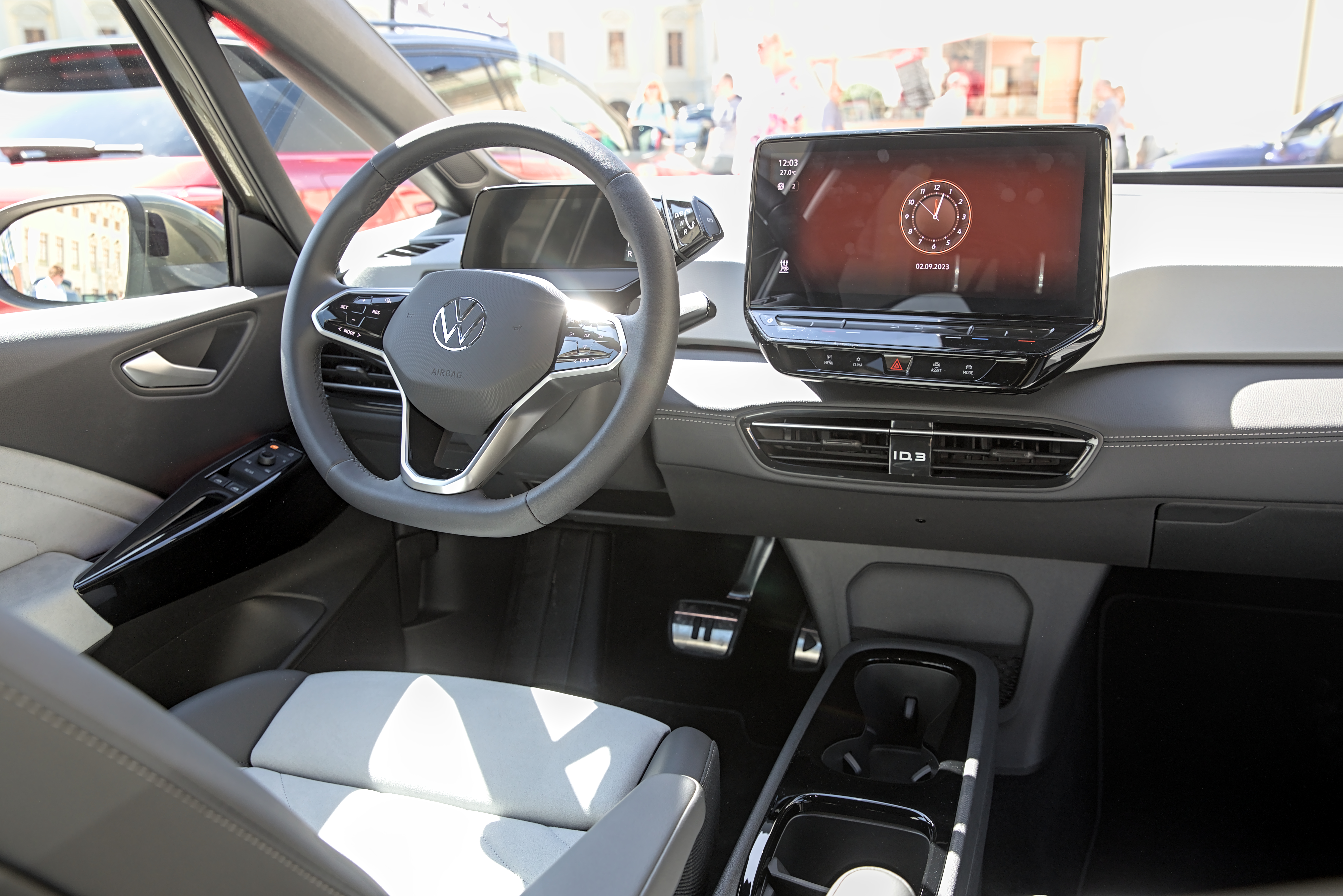
داخلي

### المواصفات
عند الإطلاق، كانت سيارة آي دي 3 الأوروبية متوفرة باختيارين من الموديلات: "آي دي 3 الأداء الاحترافي" و"آي دي 3 الاحترافي اس". شارك كلا من الأداء الاحترافي والاحترافي اس نفس محرك الجر ايه بي بي 310، الذي لديه إنتاجية 150 كيلوواط (204 حصانًا؛ 201 حصانًا) و310 نيوتن متر (229 رطل قدم). كان الاختلاف في سعة تخزين البطارية؛ كانت بطارية الأداء الاحترافي بسعة مفيدة 58 كيلووات ساعة، في حين أن بطارية الاحترافي اس كانت 77 كيلوواط ساعة.  خُطط لمتابعة موديل ثالث (يُطلق عليه اسم "آي دي 3 الاحترافي" مؤقتًا)، بقوة 107 كيلوواط (145 حصانًا؛ 143 حصانًا).  اُصدر موديل دخول المستوى باسم "آي دي 3 الأداء النقي" في أبريل 2021. جُهز الأداء النقي ببطارية أصغر بسعة 45 كيلوواط ساعة  وإنتاجية اعلى قليلاً بقوة 150 حصانًا؛ 110 كيلوواط (148 حصانًا). اُعلن عن إصدار نسخة عالية الأداء باسم آي دي 3 جي تي اكس وآي دي 3 أداء جي تي اكس في نهاية عام 2024، والتي ستحتوي على بطارية محدثة بسعة 79 كيلوواط ساعة مع إنتاجية 201 كيلوواط (286 حصانًا) و240 كيلوواط (326 حصانًا)، على التوالي.
تتوفر ثلاث خيارات مختلفة للبطارية مع آي دي 3. وحدات الأداء الاحترافي والاحترافي اس كل منها بارتفاع 14 سم (5.5 بوصة) وعرض 145 سم (57 بوصة). بالنسبة للأداء الاحترافي، يكون الطول 144 سم (57 بوصة)، بينما تكون بطارية الاحترافي اس الأكبر طولها 182 سم (72 بوصة). تزن بطارية الاحترافي اس 495 كجم (1091 رطل). رُكب نظام إدارة حراري مبرد بالسائل لتحسين إنتاج الطاقة وعمر الخدمة، وتضمن فولكس فاجن أن تحتفظ البطارية بـ 70% من سعتها الأصلية بعد فترة تشغيل تبلغ 8 سنوات أو160,000 كم (99,000 ميل). 
يقتصر معدل الشحن للأداء الاحترافي والاحترافي اس على أقصى 11 كيلووات باستخدام الشاحن التيار المتردد المدمج؛ عند توصيل مصدر لتيار مستمر من خلال مدخل نظام الشحن المشترك [الإنجليزية] (CCS) القياسي، ترتفع الطاقة المدخلة القصوى إلى 100 كيلووات (الأداء الاحترافي) أو 125 كيلووات (الاحترافي اس). خُطط لقيود معدلات الشحن للطراز الأساسي لتكون 7.2 كيلووات (متردد) و 50 كيلووات (مستمر)، مع خيار 100 كيلووات (مستمر). تدعم منصة أدوات القيادة الكهربائية المعيارية الشحن حتى 125 كيلووات. يدعم إصدار 58 كيلووات الشحن للتيار المستمر 120 كيلووات.
| اسم النموذج                              | اسم النموذج                               | آي دي 3 أداء نقي | آي دي 3 احترافي | آي دي 3 أداء احترافي | آي دي 3 احترافي اس | آي دي 3 جي تي اكس                                      | آي دي 3 أداء جي تي اكس                                 |
| ---------------------------------------- | ----------------------------------------- | --- | --- | --- | --- | ------------------------------------------------------ | ------------------------------------------------------ |
| التوافرية                                | التوافرية                                 | من عام 2021 | من عام 2021 | من عام 2021 | من عام 2021 | من عام 2024                                            | من عام 2024                                            |
| القيادة                                  | القيادة                                   | المحرك الخلفي، دفع خلفي | المحرك الخلفي، دفع خلفي | المحرك الخلفي، دفع خلفي | المحرك الخلفي، دفع خلفي | المحرك الخلفي، دفع خلفي                                | المحرك الخلفي، دفع خلفي                                |
| الإنتاجية                                | الطاقة [كيلوواط]                          | 110 كيلو واط (148 حصان؛ 150 حصان) | 107 كيلو واط (143 حصان؛ 145 حصان) | 150 كيلو واط (201 حصان؛ 204 حصان) | 150 كيلو واط (201 حصان؛ 204 حصان) | 201 كيلو واط (270 حصان؛ 273 حصان)                      | 240 كيلو واط (322 حصان؛ 326 حصان)                      |
| الإنتاجية                                | عزم الذروة [نيوتن.متر]                    | 310 نيوتن متر (229 رطل قدم) | 310 نيوتن متر (229 رطل قدم) | 310 نيوتن متر (229 رطل قدم) | 310 نيوتن متر (229 رطل قدم) | غير متوفر                                              | 545 نيوتن متر (402 رطل قدم)                            |
| طاقة البطارية كامل/مستخدم [كيلوواط ساعة] | طاقة البطارية كامل/مستخدم [كيلوواط ساعة]  | 55 / 45 | 62 / 58 | 62 / 58 | 82 / 77 | 84 / 79                                                | 84 / 79                                                |
| النطاق                                   | (إيه بي ايه)                              | غير مصنفة | غير مصنفة | غير مصنفة | غير مصنفة | غير مصنفة                                              | غير مصنفة                                              |
| النطاق                                   | (WLTP)                                    | 348 كـم (216 ميل) | 425 كـم (264 ميل) | 425 كـم (264 ميل) | 548 كـم (341 ميل) | 600 كـم (370 ميل)                                      | 600 كـم (370 ميل)                                      |
| النطاق                                   | الاستهلاك (WLTP)                          | 15.1–14.9 كيلووات ساعة/100 كم (139–141 ميلاً في الغالون) | 15.7-15.5 كيلووات ساعة/100 كم (133-135 ميلاً في الغالون) | 15.8-15.5 كيلووات ساعة/100 كم (133-135 ميلاً في الغالون) | 16.2 كيلووات ساعة/100 كم (129 ميلاً في الجالون) | غير متوفر                                              | غير متوفر                                              |
| الشحن                                    | ذروة طاقة الشحن السريع(DCFC) [كيلوواط]    | ما يصل إلى 110 كيلو واط، 50 كيلو وايت قياسية | ما يصل إلى 120 كيلوواط | ما يصل إلى 120 كيلوواط | ما يصل إلى 125 كيلوواط | ما يصل إلى 175 كيلوواط                                 | ما يصل إلى 175 كيلوواط                                 |
| الشحن                                    | ذروة طاقة الشحن بالتيار المتردد [كيلوواط] | 7.2 كيلو واط | 11 كيلو واط | 11 كيلو واط | 11 كيلو واط | غير متوفر                                              | غير متوفر                                              |
| الشحن                                    | مدة الشحن                                 | 100%: 450 دقيقة (محطة شحن/وال بوكس أحادي الطور تيار متردد 7.2 كيلو وات)؛ 80%: 42 دقيقة (محطة شحن تيار مستمر 50.0 كيلو وات)، 31 دقيقة (محطة شحن تيار مستمر 100.0 كيلو وات) | 100%: 1860 دقيقة (تيار متردد شوكو 2.3 كيلووات)، 375 دقيقة (تيار متردد ثلاثي الطور، وال بوكس/محطة شحن 11.0 كيلووات)؛ 80%: 35 دقيقة (محطة شحن تيار مستمر 120.0 كيلو وات) | 100%: 1860 دقيقة (تيار متردد شوكو 2.3 كيلوواط)، 570 دقيقة (وال بوكس تيار متردد أحادي الطور/محطة شحن 7.2 كيلوواط)، 375 دقيقة (وال بوكس تيار متردد ثلاثي الطور/محطة شحن 11.0 كيلوواط)؛ 80%: 35 دقيقة (محطة شحن تيار مستمر 100.0 كيلو وات) | 100%: 2340 دقيقة (تيار متردد شوكو 2.3 كيلووات)، 450 دقيقة (تيار متردد ثلاثي الطور، وال بوكس/محطة شحن 11.0 كيلووات)؛ 80%: 30 دقيقة (محطة شحن تيار مستمر 170.0 كيلو وات) | 10%-80%: 26 دقيقة (محطة شحن تيار مستمر 175.0 كيلو وات) | 10%-80%: 26 دقيقة (محطة شحن تيار مستمر 175.0 كيلو وات) |
| الأداء                                   | التسارع [0-100 كم/ساعة (0-62 ميلا ) ]     | 8.9 ثانية | 9.6 ثانية | 7.3 ثانية | 7.9 ثانية | 6.0 ثانية                                              | 5.6 ثانية                                              |
| الأداء                                   | السرعة القصوى                             | 160 كم/س (99 ميل/س) | 160 كم/س (99 ميل/س) | 160 كم/س (99 ميل/س) | 160 كم/س (99 ميل/س) | 180 كم/س (110 ميل/س)                                   | 200 كم/س (120 ميل/س)                                   |
| القدرات                                  | وزن السيارة [كيلوغرام]                    | 1,772 كـغ (3,907 رطل) | 1,812 كـغ (3,995 رطل) | 1,812 كـغ (3,995 رطل) | 1,928–1,935 كـغ (4,251–4,266 رطل) | غير متوفر                                              | غير متوفر                                              |
| القدرات                                  | عدد المقاعد                               | 5 | 5 | 5 | 4 أو 5، اعتمادا على الخيارات المحددة | 5                                                      | 5                                                      |

إصدارات 77 كيلوواط ساعة توفر خيارين: أربعة مقاعد وخمسة مقاعد؛ أما الآخرون خمسة مقاعد. جميع الإصدارات باستثناء إصدار 77 كيلوواط ساعة ستتوفر مع سقف بانورامي اختياري يمكن دمجه مع حامل دراجات على خطاف دعم في الخلف. في عام 2024، اصبح لدى البطارية سعة اكبر لإصدار الاحترافي اس إلى 79 كيلوواط ساعة، واصبحت مع 5 مقاعد والسقف البانورامي وحامل الدراجات الاختياري.
معامل السحب للسيارة هو 0.267، والمساحة الأمامية 2.36 متر مربع، وأدنى دائرة دوران 10.2 متر (33 قدمًا).

### زخرفة العجلات
كانت متوفرة لأول مرة بثلاثة مستويات مختلفة لإطلاق قطع الزخرفة، وهي آي دي 3 فيرست وآي دي 3 فيرست بلس وآي دي 3 فيرست ماكس، وكلها تستند إلى طراز الاحترافي اس (بطارية 58 كيلو وات في الساعة)؛ لا يختلف حجم البطارية والعمر عن جميع مستويات القطع الثلاثة؛ ومع ذلك، هناك مستويات مختلفة من المعدات وخيارات التصميم والعجلات. العجلات المقدمة هي: 18 بوصة (460 مم) لآي دي 3 فيرست (215 / 55R18)، و19 بوصة (480 مم) لآي دي 3 فيرست بلس (215 / 50R19) و20 بوصة (510 مم) لآي دي 3 فيرست ماكس (215 / 45R20).

### مشكلات برمجية
في أوائل عام 2020، اُعلن عن تأجيل تسليم سيارة آي دي 3 حتى سبتمبر 2020 على الأقل بسبب أخطاء برمجية لم تتمكن فولكس فاجن من حلها بعد. سُلمت بعض السيارات بدون اضافات في سبتمبر، وسُلمت السيارات المتصلة بالحوسبة السحابية في نهاية عام 2020.

### الجوائز
- في يناير 2021، سُميت آي دي 3 الاداء الاحترافي لايف بالسيارة الكهربائية الصغيرة لهذا العام من قبل مجلة وات كار؟ (What Car؟). قامت مجلة وات كار بتقييم آي دي 3 بخمس نجوم من أصل خمسة في مراجعتها للسيارة.[33]

## المبيعات
سُلم ما يقرب من 57000 وحدة في عام 2020، مما صنفها بين أفضل عشر سيارات كهربائية مبيعا في العالم في أربعة أشهر فقط من طرحها في السوق.
| السنة | عالمي (إنتاج) | أوروبا | الصين  |
| ----- | ------------- | ------ | ------ |
| 2020  | 64,259        | 54,495 |        |
| 2021  | 73,738        | 72,723 | 6,737  |
| 2022  | 83,432        | 60,086 | 16,514 |
| 2023  | 142,216       |        | 82,676 |